# Rayappu Joseph
Rayappu Joseph (Neduntheevu, Ceilán Británico, 16 de abril de 1940 - Jaffna, 1 de abril de 2021) fue un prelado católico esrilanqués. Fue obispo de Mannar entre 1992 y 2016.

## Biografía
Joseph nació en la isla de Neduntheevu, en la actual Sri Lanka, el 16 de abril de 1940.
Asistió al St. Patrick's College en Jaffna. Recibió un Doctorado en Derecho Canónico por la Pontificia Universidad Urbaniana.

### Vida religiosa
Fue ordenado sacerdote el 13 de diciembre de 1967. 
- Profesor en el Seminario San Javier en Jaffna.[3]

El 6 de julio de 1992 fue nombrado Obispo de Mannar, y fue consagrado el 20 de octubre de ese mismo año.

### Muerte
Rayappu Joseph falleció en Jaffna el 1 de abril de 2021, a la edad de 80 años.

## Posturas
Joseph fue un gran crítico del gobierno y de las Fuerzas Armadas de Sri Lanka durante la Guerra Civil, como así también del historial sobre derechos humanos en el país. Sus posturas lo llevaron a recibir constantes amenazas de muerte por partidarios del gobierno esrilanqués.